# Fokker D.II
Le Fokker D.II était un avion de chasse biplan allemand de la Première Guerre mondiale, fabriqué par les usines Fokker.

## Historique
Appelé à remplacer le chasseur monoplan Fokker E.III, le Fokker D.II fut dessiné par Martin Kreutzer sur base du prototype M.17, mais il se révéla à peine meilleur que le Fokker E.III du fait de l'utilisation du moteur Oberursel U.I de 100 ch. De plus, la production des appareils était lente au sein des usines Fokker, puisqu'elle n'avait pas encore la capacité de répondre à une demande importante. Face à un besoin accru de chasseurs, l'armée allemande commanda tout de même 177 exemplaires du D.II. Quand il entra en service en 1916 en nombre suffisant, celui-ci fut vite dépassé par des appareils alliés comme le Nieuport 11 ou le Nieuport 17, le reléguant comme avion d'entraînement. Il participa aux premières formations d'escadrilles de chasse (Jagdstaffeln) aux côtés d'appareils comme l'Halberstadt D.II. En septembre 1917, cet appareil n'est plus en service, remplacé par le nouveau chasseur Albatros.

## Conception
Le Fokker D.II avait une apparence classique de biplan monoplace. La cellule de section rectangulaire, constituée de tubes soudés recouverte de toile tendue, était équipée d'un seul poste de pilotage ouvert et se terminait par une monodérive de forme circulaire, caractérisant les Fokker de l'époque. Les plans d'ailes étaient de même taille, l'aile arrière, en léger retrait, était reliée au plan supérieur par deux mâts en bois renforcés à l'aide de tiges d'acier. Le tout étant raidi à l'aide de câbles d'acier tendus. 
Le train d'atterrissage fixe et robuste, était monté sur une structure tubulaire sous le fuselage, équipé de roues de grand diamètre reliées par un essieu rigide. La propulsion était confiée à un moteur rotatif Oberursel U.I capable de développer 100 ch (75 kW) combiné à une hélice en bois bipale fixe. L'armement se composait d'une mitrailleuse synchronisée LMG 08/15 de 7,92 mm placée à l'avant de l'habitacle, tirant au travers de l'hélice.

## Engagement
- Empire allemand
- Royaume des Pays-Bas
- Suisse. Un D-II allemand est contraint par le mauvais à se poser en Suisse près de Bettlach. L'avion est interné puis affecté aux troupes d'aviation dont il est le premier chasseur performant. Il est utilisé par l'armée jusqu'en 1921 ou il passe, sans sa mitrailleuse, à un monsieur Batt qui l'utilise pour la voltige aérienne[1].